# Station Caudéran-Mérignac
Station Caudéran-Mérignac is een spoorwegstation in de Franse gemeente Bordeaux.